# Fra Galgario
Giuseppe Ghislandi, posteriormente Vittore Ghislandi, más conocido como Fra Galgario (Bérgamo, 1655 - Bérgamo, diciembre de 1743), fue un pintor italiano del periodo Barroco y Rococó. Se dedicó fundamentalmente al género del retrato.

## Vida

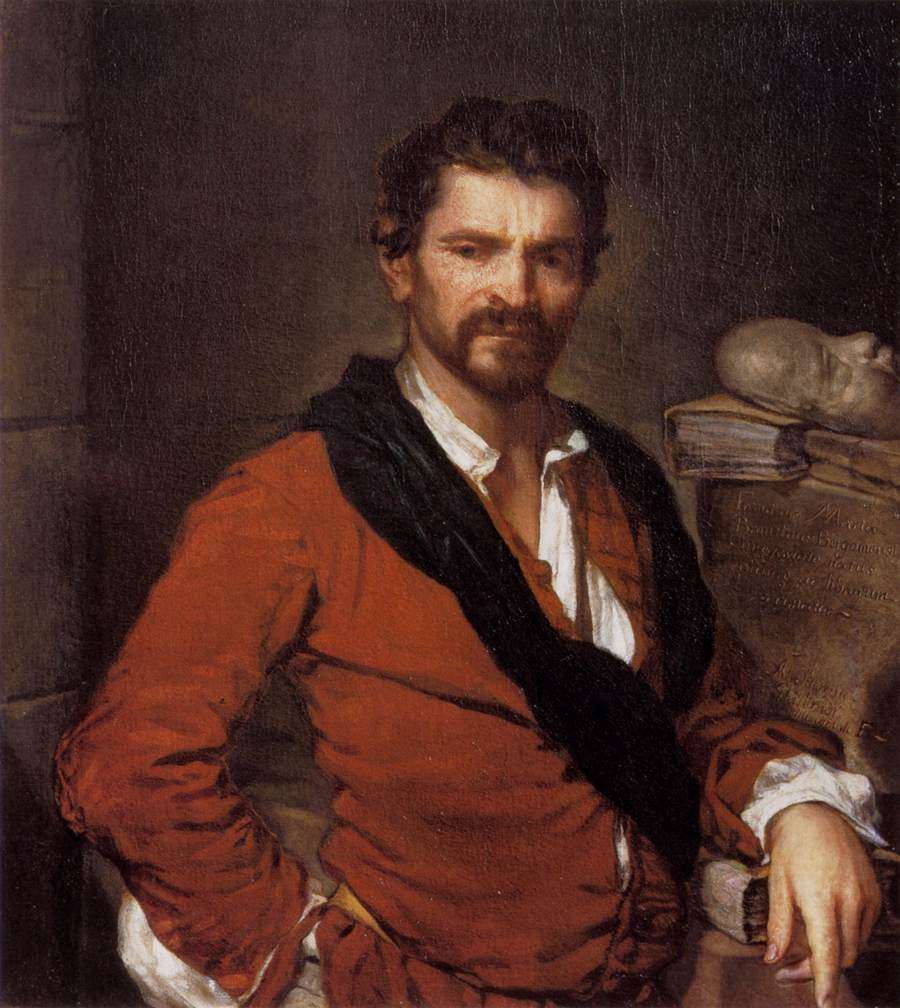
Retrato de Francesco Maria Bruntino, (1737).

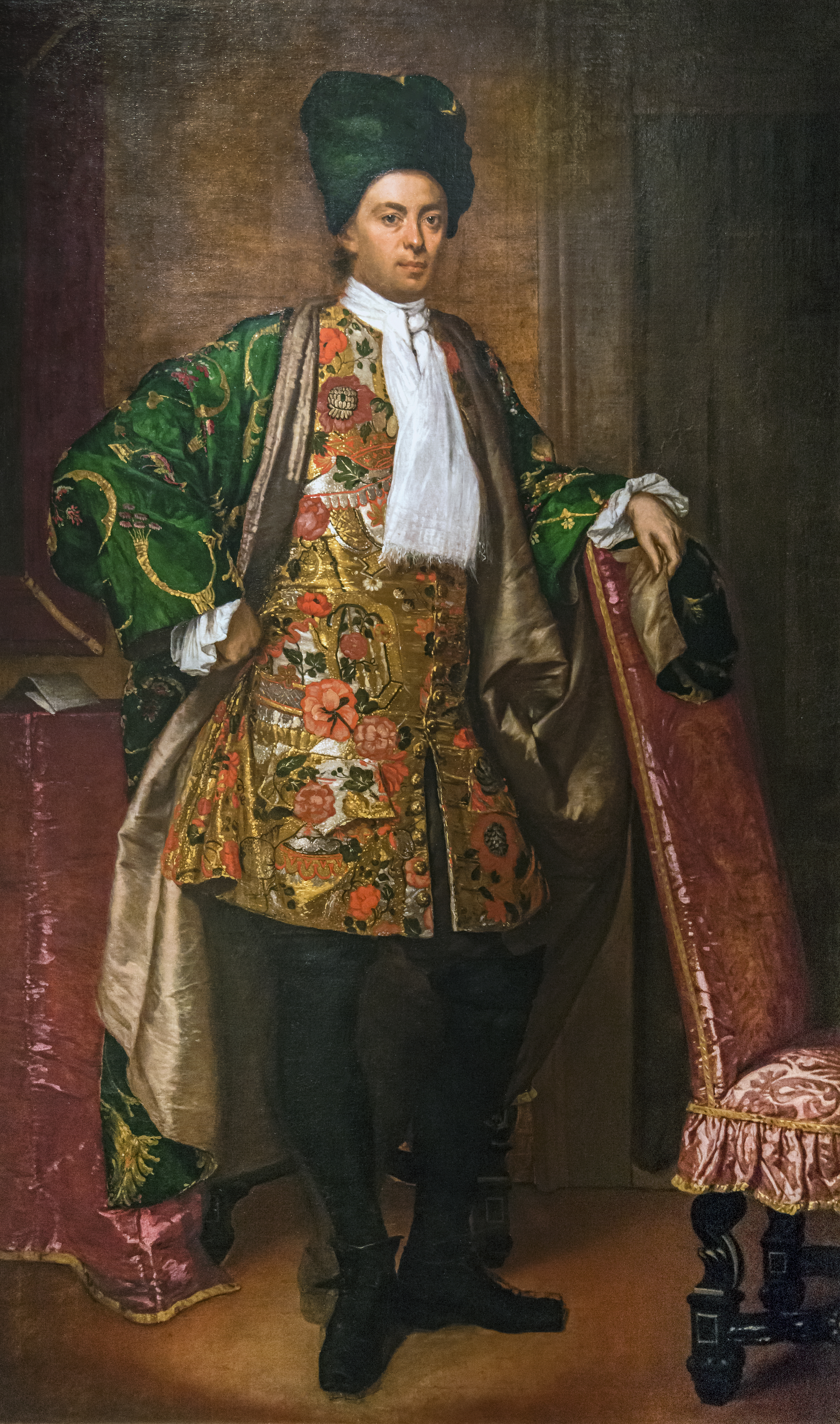
El conde Giovanni Battista Vailetti

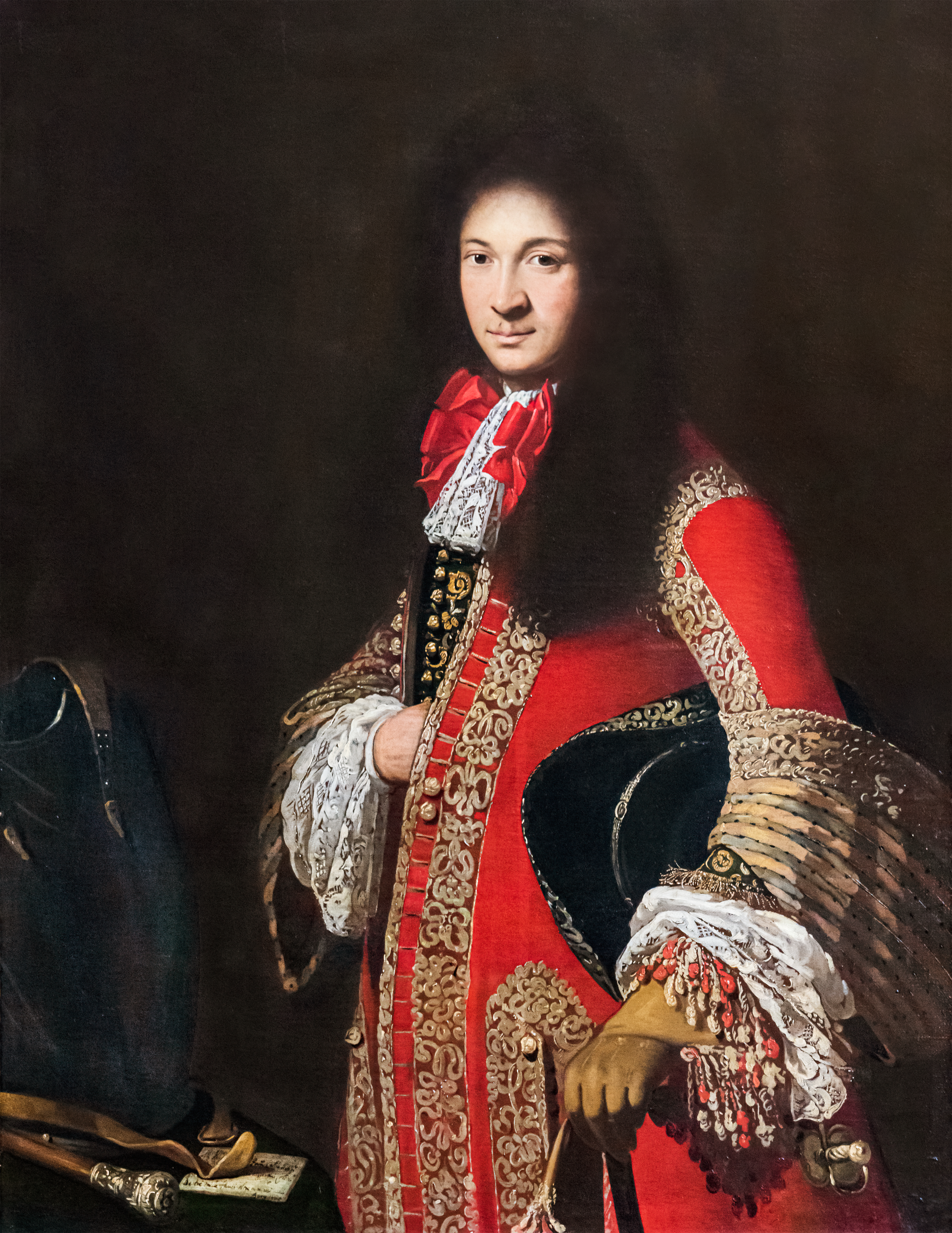
Retrato de Bartolomeo Manganoni, Museo de Bellas Artes de Narbona

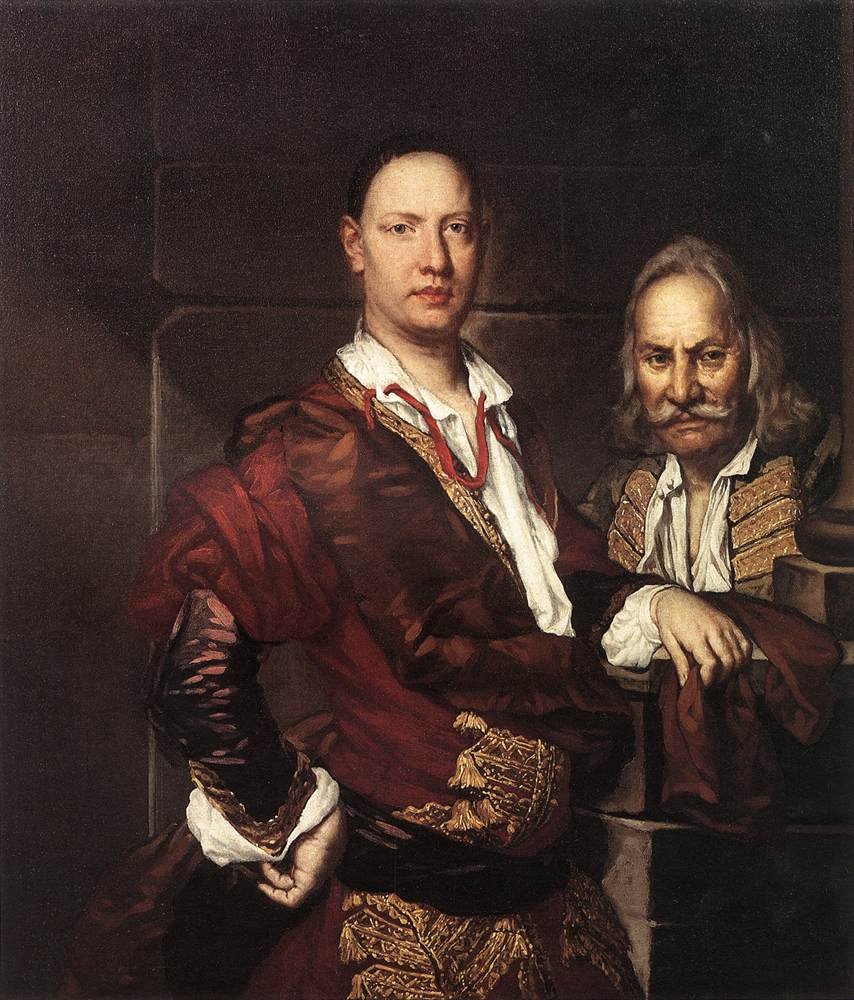
Retrato de Giovanni Secco Suardo y su sirviente", Academia Carrara de Bérgamo

Giuseppe Ghislandi nació en Bérgamo en 1655, hijo de Domenico Ghislandi y Flaminia Mansueti. Su padre, que era pintor de frescos, le llevó al taller de Giacomo Cotta, grabador de Milán, activo en la ciudad como pintor de temas religiosos, y después al de Bartolomeo Bianchini para continuar su formación. Debió conocer el trabajo de los maestros locales Giovanni Battista Moroni y Evaristo Baschenis, influencias que perdurarán en su evolución posterior.
Terminó su periodo de aprendizaje en el obrador de Sebastiano Bombelli en Venecia, donde permaneció durante más de una década. Se poseen pocos datos de este período y de la juventud del artista en general. Parece que el joven Ghislandi mantuvo vínculos con su ciudad natal durante su estancia veneciana y alcanzó pronto suficiente fama como para que importantes personajes de la aristocracia y la iglesia demandasen sus obras.
Vuelto a Bérgamo, se dedicó a partir de entonces a retratar a los potentados locales. En 1702 se unió a la Orden de los Mínimos del monasterio de Galgario en Bérgamo, de cuyo santo tomó su segundo nombre (Víctor), abriendo taller propio en el mismo monasterio. Su arte conoció un gran éxito de inmediato. En 1717 hizo un viaje a Bolonia, donde entró en contacto con Giuseppe Maria Crespi y fue nombrado miembro honorario de la Academia Clementina. 
Se aprecia en la evolución estilística de Fra Galgario un progresivo gusto por el adorno, la plasmación de atuendos suntuosos con gran virtuosismo, y cierta complicación en la composición de los retratos. Asimismo, su técnica se enriqueció con el tiempo, y es fama que utilizaba los dedos o paletas de madera en lugar de pinceles para emborronar y difuminar los contornos, muy en la línea de la pintura ligera y vaporosa que triunfaba con el Rococó. En sus obras de época tardía, su paleta se oscurece y tiende a la monocromía, recreando los detalles con toques rápidos y nerviosos.
Admirado por sus contemporáneos por la finura y brillantez de sus colores, lo era también por la captación fiel de la personalidad de sus modelos, unido al aire de nobleza y elegancia con que supo retratarlos. A pesar de que gozó de gran estima y que hubo clientes que coleccionaban afanosamente sus obras, el arte de Fra Galgario no fue demasiado conocido fuera del Norte de Italia. El artista murió en Bérgamo a principios de diciembre de 1743.

## Obras destacadas
La Accademia Carrara de Bérgamo es el museo público con la mayor y mejor colección de obras de Fra Galgario. Entre ellas destacan:
- Retrato del abogado Giacomo Bettami de' Bazini
- Retrato del conde Gerolamo Secco Suardo, 1711
- Giovanni Secco Suardo con un criado, 1720.
- Autorretrato con muchacho, 1732. Una de sus obras más famosas, en ella se retrata a sí mismo con hábito de monje, delante de un caballete con un lienzo que figura un muchacho que se cree era criado suyo y aparece como modelo en varias pinturas más. Está firmado y fechado.
- Retrato de Francesco Maria Bruntino, 1737.

Otras obras suyas se conservan en colecciones y museos de todo el mundo:
- El conde Giovanni Battista Vailetti, c. 1710. Galería de la Academia de Venecia.
- Retrato de un joven noble, 1710-20. Museo Walters, Baltimore.
- Galeatius Secco Suardo, entre 1710-20. Museo del Louvre.
- Retrato de un joven con sombrero y cadena, 1715-20. Museo Poldi Pezzoli, Milán.
- Retrato de muchacho, década de 1730. Museo del Hermitage, San Petersburgo.
- Retrato de caballero, c. 1730. Pinacoteca de Brera, Milán.
- Retrato de un orfebre, 1735-1743. Museo Thyssen-Bornemisza, Madrid.
- Retrato de caballero de la Orden Constantiniana, c. 1740. Museo Poldi Pezzoli.
- Retrato de Escipión Mafei